# Kissa von Sievers

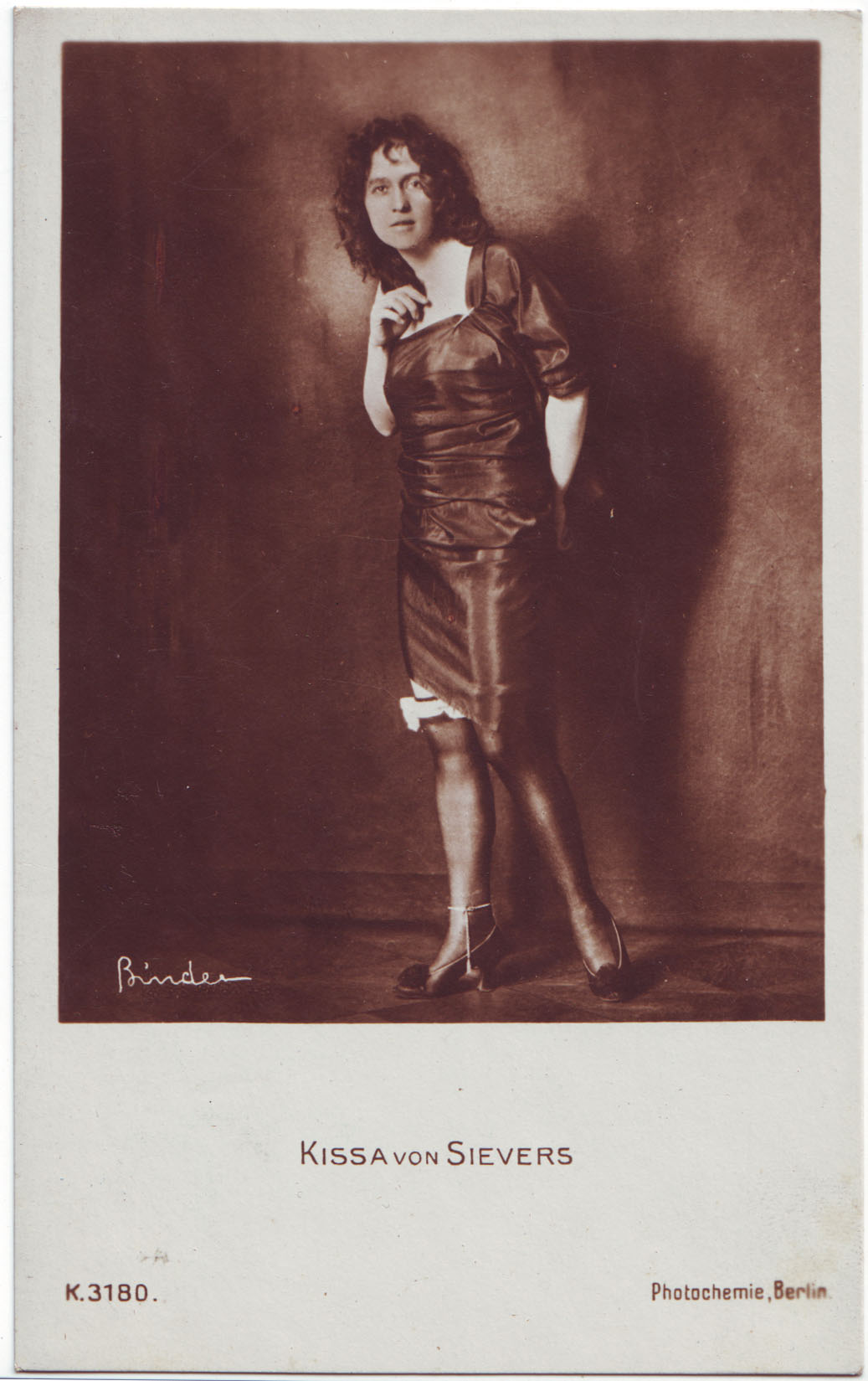
Kissa von Sievers, Fotografie von Alexander Binder (1888–1929)

Kissa von Sievers, geborene Katharina von Sievers, (21. September 1889 auf Schloss Wenden, Livland – nach 1919) war kaiserlich russisches Hoffräulein und eine Schauspielerin der Stummfilmzeit.

## Familie
Katharina war Angehörige des gräflichen Zweigs des baltischen Adelsgeschlechts von Sievers. Ihre Eltern waren der kaiserlich russische Wirkliche Staatsrat, Kammerherr und Erbherr auf Wenden Graf Emanuel von Sievers (1848–1918) und die Fürstin Olga Urussow (1854–1891).

## Schauspielerin
1915 debütierte sie als Stummfilmdarstellerin in Der Mann mit der leuchtenden Stirn von Fred Sauer. In den folgenden Jahren spielte sie kleinere Rollen in mehreren Stummfilmen, u. a. unter   Richard Oswald im vierten Teil des skandalträchtigen Werks Es werde Licht!, als „Die Prostitution vor dem Weltgericht“ im zweiten Teil von Die Prostitution und in den Science-Fiction-Filmen Die Arche und Die letzten Menschen. Bereits 1919 endete ihre Karriere.
Über ihr weiteres Leben und den Zeitpunkt ihres Todes ist nichts bekannt. Da ihr Ehemann, der Schriftsteller Harry Kahn, dessen zweite Ehefrau sie war, 1922 Martha Maria Gehrke heiratete, muss die Ehe zu diesem Zeitpunkt entweder durch Kissas Tod oder Scheidung beendet gewesen sein.

## Filmografie
- 1915: Der Mann mit der leuchtenden Stirn
- 1916: Nebel und Sonne
- 1916: Zirkusblut
- 1916: Die vertauschte Braut
- 1916: Der Fall Hoop
- 1916: Das unheimliche Haus
- 1916: Und das Blatt wendet sich
- 1916: Freitag, der 13. Das unheimliche Haus, 2. Teil
- 1917: Der Schloßherr von Hohenstein
- 1918: Maria Magdalena
- 1918: Es werde Licht!, 4. Teil: Sündige Mütter
- 1919: Die Prostitution (2 Teile)
- 1919: Herr über Leben und Tod
- 1919: Die Arche
- 1919: Die letzten Menschen
- 1919: Falscher Start
- 1919: Die Fee von Saint Ménard